# 申豪森 (梅克伦堡-前波美拉尼亚州)
申豪森（德語：Schönhausen，德語發音：[ˌʃøːnˈhaʊ̯zn̩]）是德国梅克伦堡-前波美拉尼亚州的市镇，隶属于梅克伦堡湖区县。总面积为18.75平方千米，截至2023年12月31日总人口为211人。